# Johann Jakob Balmer
Johann Jakob Balmer (Lausen, 1º maggio 1825 – Basilea, 12 marzo 1898) è stato un matematico, insegnante e docente svizzero.

## Biografia
Studiò matematica e architettura a Karlsruhe e a Berlino, conseguendo il dottorato a Basilea nel 1849 con una tesi sulle cicloidi. Dal 1850 fu insegnante di matematica nella scuola secondaria femminile di Basilea e dal 1865 al 1890 libero docente di geometria all'Università di Basilea. Tenne anche corsi sugli antichi templi di Gerusalemme, in particolare sull'interpretazione numerica delle simmetrie architettoniche.
Nel 1865 nacque il suo primo figlio, Wilhelm, che diventerà pittore. Nel 1868 sposò Christine Pauline Rinck. La coppia ebbe in tutto sei figli. Nel 1885 ricavò, sulla base di dati spettroscopici sperimentali forniti dal fisico svedese Anders Jonas Ångström, la formula empirica che descrive la serie spettrale che porta il suo nome.

## Formula di Balmer e serie di Balmer
Studiando le regolarità negli spettri a righe degli atomi, Balmer scoprì nel 1885 che le lunghezze d'onda nella parte visibile all'occhio umano (intervallo compreso fra 380 e 750 nm) dello spettro dell'idrogeno potevano essere rappresentate con grande precisione da una formula empirica che le correlava a dei numeri interi:
{\displaystyle \lambda \ =B\,{\frac {m^{2}}{m^{2}-n^{2}}}=B\,{\frac {m^{2}}{m^{2}-4}}}
dove
- λ lunghezza d'onda della luce emessa
- B limite di Balmer, pari a 3,6456 × 10-7 m o 364,56 nm o 3645,6 Å
- n = 2
- m intero con m > n

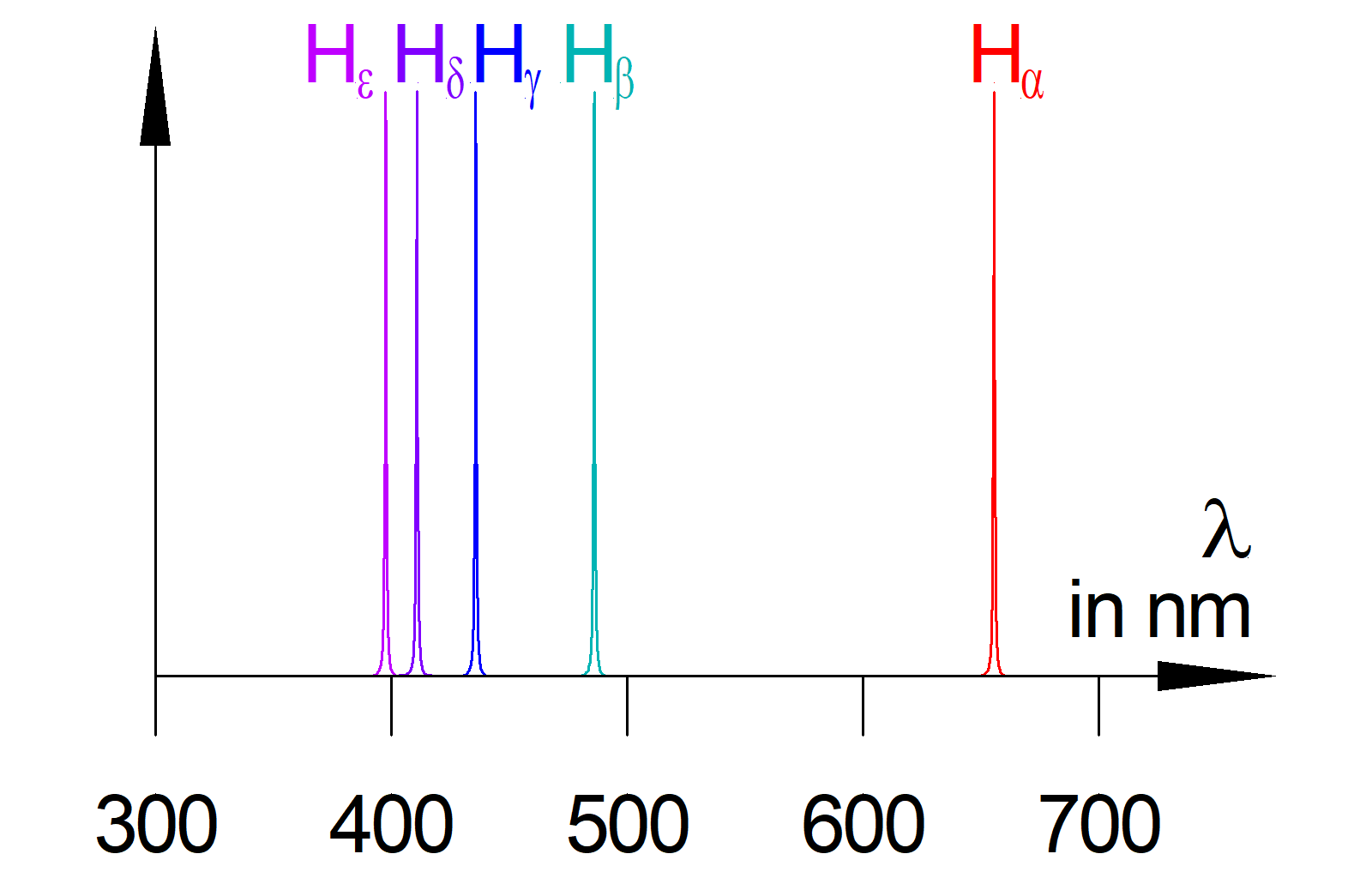
Le prime cinque righe della serie di Balmer.

L'insieme delle righe spettroscopiche ottenibili con la formula di Balmer prende il nome di serie di Balmer.
Sostituendo m = 3 nella formula si ottiene la lunghezza d'onda della riga rossa (λ = 656 nm), per m = 4 della riga celeste (λ = 486 nm), per m = 5 della riga blu (λ = 434 nm) e per m = 6 della riga violetta (λ = 410 nm). Basandosi sulla sua formula, Balmer predisse per m = 7 l'esistenza di un'altra riga spettroscopica (λ = 397 nm). Venne poi a sapere che Ångström aveva in effetti da poco osservato tale riga. Con le sostituzioni successive (m > 8) si ottengono lunghezze d'onda proprie dei raggi UV, non osservarvabili ad occhio nudo.
La formula di Balmer mostra che la lunghezza d'onda, la frequenza e quindi anche l'energia dei fotoni emessi dall'idrogeno sono quantizzate, cioè non continue. La ragione della quantizzazione delle righe spettrali e il motivo per cui tale formula empirica riproduce con grande accuratezza le lunghezze d'onda della serie di Balmer non verranno compresi fino al 1913, anno in cui Niels Bohr pubblicherà il suo modello atomico quantizzato.

## Sviluppi successivi

### Formula di Rydberg

Serie delle righe spettrali dell'atomo d'idrogeno.

Nel 1889 il fisico svedese Johannes Rydberg generalizzò, con la formula di Rydberg, quella di Balmer per tutte le transizioni dell'idrogeno (non solo la serie di Balmer L (n = 2), parzialmente nello spettro visibile, ma anche la serie di Lyman K (n = 1) nell'ultravioletto e quelle di Paschen M (n = 3), Brackett N (n = 4), Pfund O (n = 5) e Humphreys P (n = 6) nell'infrarosso):
{\displaystyle {\frac {1}{\lambda }}={\frac {4}{B}}\left({\frac {1}{n^{2}}}-{\frac {1}{m^{2}}}\right)=R_{\mathrm {H} }\left({\frac {1}{n^{2}}}-{\frac {1}{m^{2}}}\right)}
con 
- λ lunghezza d'onda della radiazione emessa
- RH = 4/B costante di Rydberg dell'idrogeno, pari a circa (1,097 x 107) m-1
- n ed m numeri interi positivi con m > n

I due termini, la cui differenza dà una riga spettrale, rappresentano i livelli energetici atomici della transizione.
Per n = 2 si ritrova la serie di Balmer:
{\displaystyle {\frac {1}{\lambda }}={\frac {4}{B}}\left({\frac {1}{4}}-{\frac {1}{m^{2}}}\right)=R_{\mathrm {H} }\left({\frac {1}{4}}-{\frac {1}{m^{2}}}\right)}
con m = 3, 4, 5, 6, 7...
Per i numeri quantici {\displaystyle n} fisso ed {\displaystyle m} variabile si trovano le diverse serie spettroscopiche dell'idrogeno:
| Orbita | Numero quantico {\displaystyle n} | Numero quantico {\displaystyle m}    | Serie spettroscopica | Lunghezza d'onda minima                                 | Lunghezza d'onda massima                             |
| ------ | --------------------------------- | ------------------------------------ | -------------------- | ------------------------------------------------------- | ---------------------------------------------------- |
|        |                                   |                                      |                      | {\displaystyle \lambda _{min}=n^{2}/R_{H}=n^{2}\,91} nm | Riga {\displaystyle \alpha } {\displaystyle (m-n=1)} |
| K      | {\displaystyle 1}                 | {\displaystyle 2\rightarrow \infty } | Lyman                | 91 nm                                                   | 121 nm                                               |
| L      | {\displaystyle 2}                 | {\displaystyle 3\rightarrow \infty } | Balmer               | 365 nm                                                  | 656 nm                                               |
| M      | {\displaystyle 3}                 | {\displaystyle 4\rightarrow \infty } | Paschen              | 820 nm                                                  | 1.874 nm                                             |
| N      | {\displaystyle 4}                 | {\displaystyle 5\rightarrow \infty } | Brackett             | 1.458 nm                                                | 4.051 nm                                             |
| O      | {\displaystyle 5}                 | {\displaystyle 6\rightarrow \infty } | Pfund                | 2.278 nm                                                | 7.456 nm                                             |
| P      | {\displaystyle 6}                 | {\displaystyle 7\rightarrow \infty } | Humphreys            | 3.281 nm                                                | 12.365 nm                                            |

### Formula di Rydberg-Ritz
Nel 1908 il fisico Walther Ritz generalizzò, tramite la formula di formula di Rydberg-Ritz, la formula di Rydberg per elementi diversi dall'idrogeno:
{\displaystyle {\frac {1}{\lambda }}=R_{M}\left[{\frac {1}{(n+a)^{2}}}-{\frac {1}{(m+b)^{2}}}\right]}
con:
- {\displaystyle R_{M}} costante di Rydberg per un dato elemento chimico
- a e b parametri caratteristici di ogni elemento (per l'idrogeno, a e b sono pari a 0)

Ogni elemento chimico ha la propria costante di Rydberg {\displaystyle R_{M}}. Per tutti gli atomi idrogenoidi (ossia quelli con un solo elettrone sull'orbita più esterna), {\displaystyle R_{M}} può essere derivato dalla costante di Rydberg "all'infinito" (per un nucleo infinitamente pesante), come segue:
{\displaystyle R_{M}={\frac {R_{\infty }}{1+m_{e}/M}}}
dove:
- {\displaystyle M} massa del suo nucleo atomico
- {\displaystyle m_{e}} massa dell'elettrone

Ad esempio, per l'atomo d'idrogeno
{\displaystyle R_{H}={\frac {R_{\infty }}{1+m_{e}/m_{p}}}={\frac {R_{\infty }}{1+1/1836}}=0,999\,455\,634\,R_{\infty }}
con {\displaystyle m_{p}} massa del protone.
La costante di Rydberg "all'infinito" (CODATA, 2014) vale
{\displaystyle R_{\infty }={\frac {m_{e}e^{4}}{(4\pi \varepsilon _{0})^{2}\hbar ^{3}4\pi c}}={\frac {m_{e}c^{2}e^{4}}{(4\pi \varepsilon _{0})^{2}(\hbar c)^{3}4\pi }}={\frac {m_{e}c^{2}\alpha ^{2}}{2hc}}={\frac {m_{e}e^{4}}{8\varepsilon _{0}^{2}h^{3}c}}=1.097\,373\,156\,850\,8(65)\times 10^{7}\,\mathrm {m} ^{-1}}
dove:
- {\displaystyle \hbar } costante di Planck ridotta
- {\displaystyle m_{e}} massa dell'elettrone
- {\displaystyle e} carica elementare
- {\displaystyle c} velocità della luce nel vuoto
- {\displaystyle \varepsilon _{0}} costante dielettrica del vuoto
- α costante di struttura fine

## Riconoscimenti
- La serie di Balmer e le righe spettroscopiche di Balmer  prendono il suo nome.
- La formula di Balmer ed il limite di Balmer B hanno il suo nome.
- La discontinuità di Balmer è utilizzata in astronomia per la classificazione stellare.
- L'UAI gli ha intitolato il cratere lunare Balmer.[6]
- Gli è stato dedicato un pianeta minore, 12755 Balmer.[7]